# Colpophyllia breviserialis
Espèce
Statut CITES
Colpophyllia breviserialis est une espèce de coraux appartenant à la famille des Faviidae ou à la famille Mussidae.